# Łukasz Piszczek
Łukasz Piszczek (født 3. juni 1985 i Czechowice-Dziedzice, Polen) er en polsk fodboldspiller, der spiller som højre back hos den tyske Bundesliga-klub Borussia Dortmund. Han har spillet for klubben siden maj 2010, og har kontrakt frem til juni 2017. Tidligere har han spillet for Hertha Berlin samt for Zagłębie Lubin i sit hjemland.

## Landshold
Piszczek står (pr. 19. November 2014) noteret for 39 kampe og 2 scoringer for Polens landshold, som han debuterede for den 3. februar 2007 i en venskabskamp mod Estland. Han var en del af den polske trup til EM i 2008 i Schweiz og Østrig. Han spillede dog kun én kamp i turneringen, før han blev skadet og ikke kunne fortsætte.